# Theodore TR1
Chronologie des modèles (1978)
Ensign N177 Wolf WR3
Theodore TY01
La Theodore TR1 est une monoplace de Formule 1, conçue par les ingénieurs Ron Tauranac et Len Bailey, engagée par l'écurie hongkongaise Theodore Racing dans le cadre du championnat du monde de Formule 1 1978. 
La monoplace, issue du projet avorté Ralt F1 mené par Tauranac, est propulsée par un moteur V8 Ford-Cosworth DFV atmosphérique, et équipée de pneumatiques Goodyear. Ses pilotes sont successivement l'Américain Eddie Cheever et le Finlandais Keke Rosberg. Elle est remplacée par une Wolf WR3 privée à partir du Grand Prix de Grande-Bretagne 1978.

## Résultats en championnat du monde de Formule 1

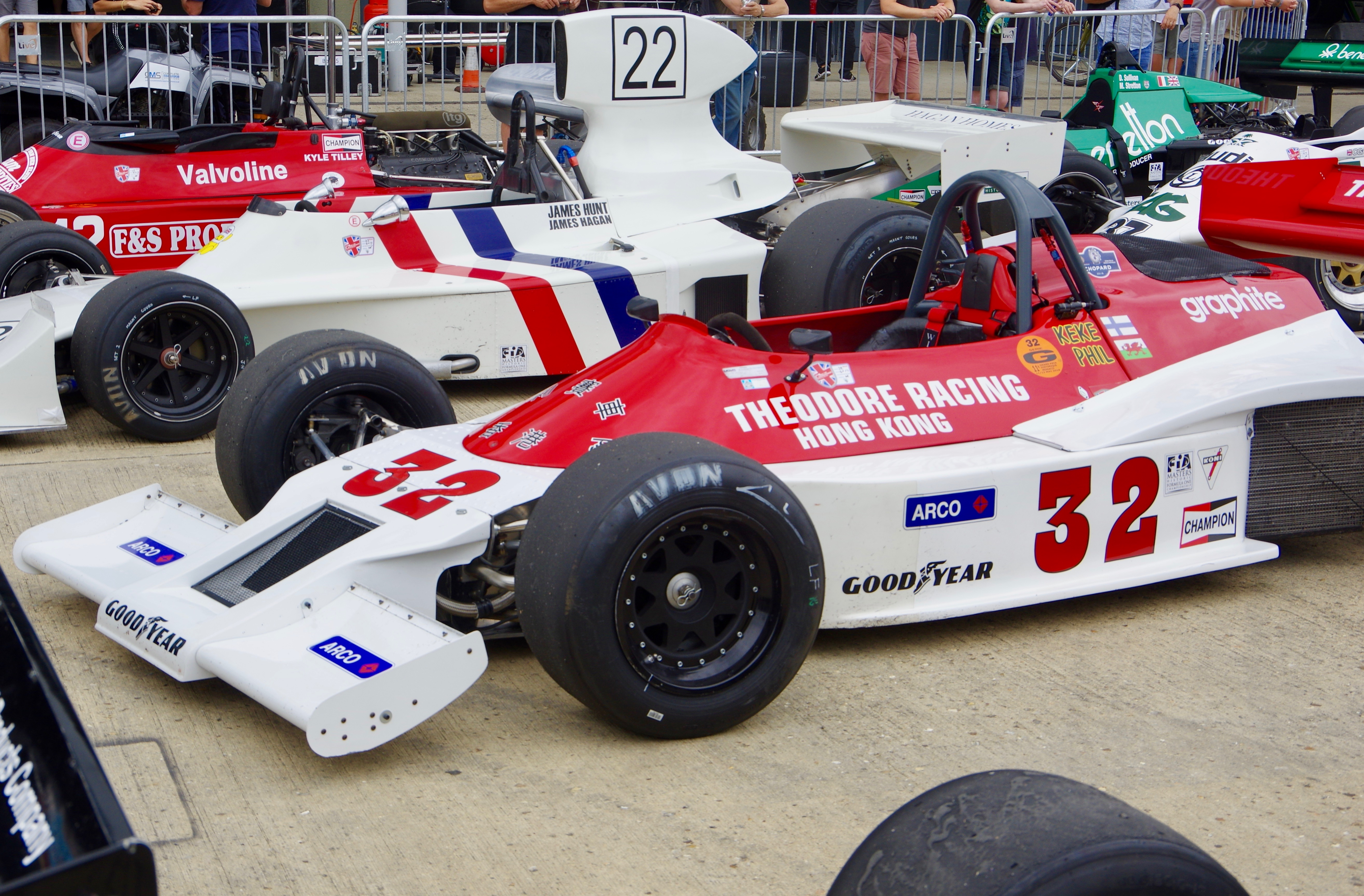
La Theodore TR1 en exposition lors de la Silverstone Classic en 2019.

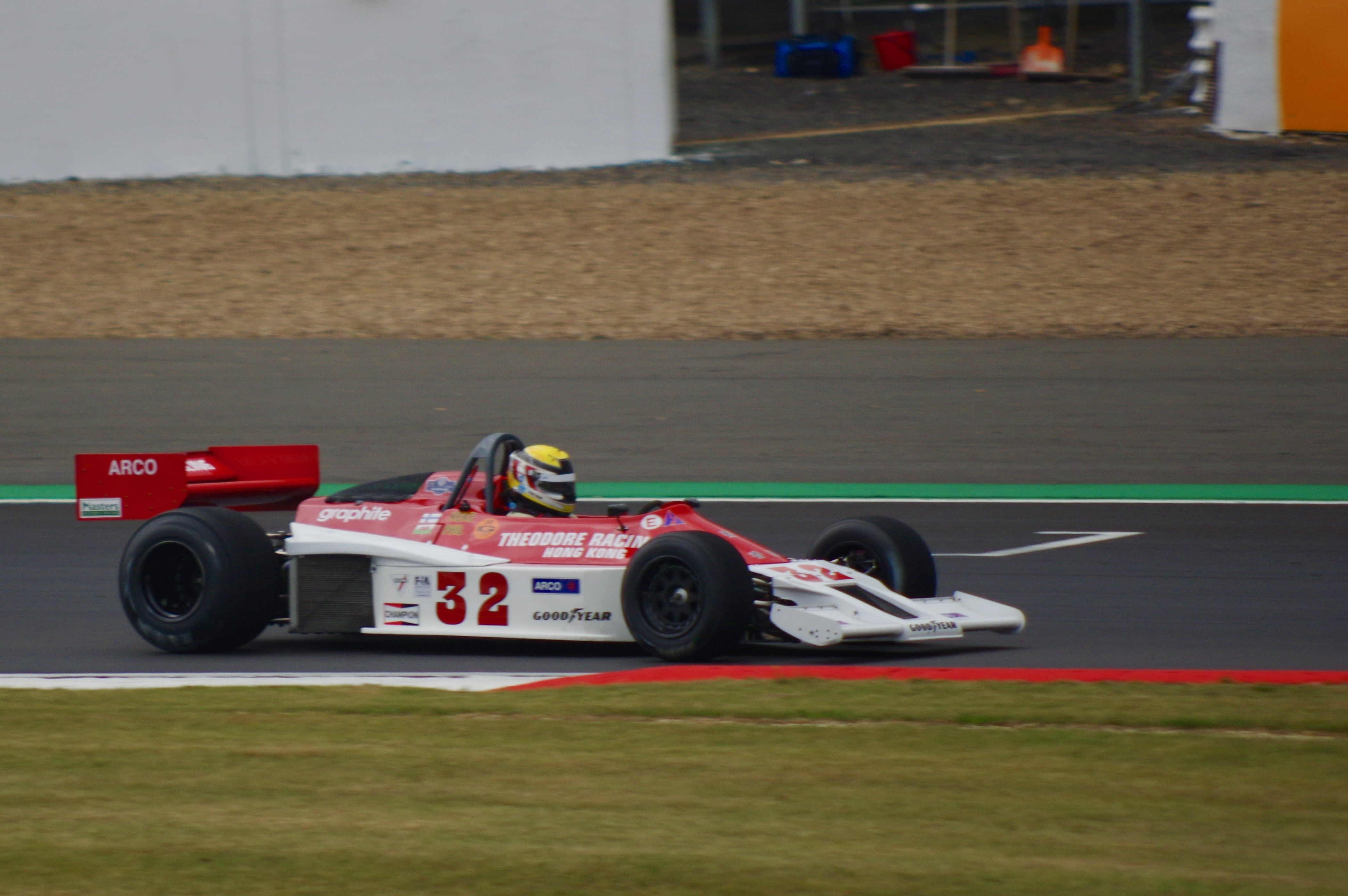
La Theodore TR1 en démonstration lors de la Silverstone Classic en 2019.

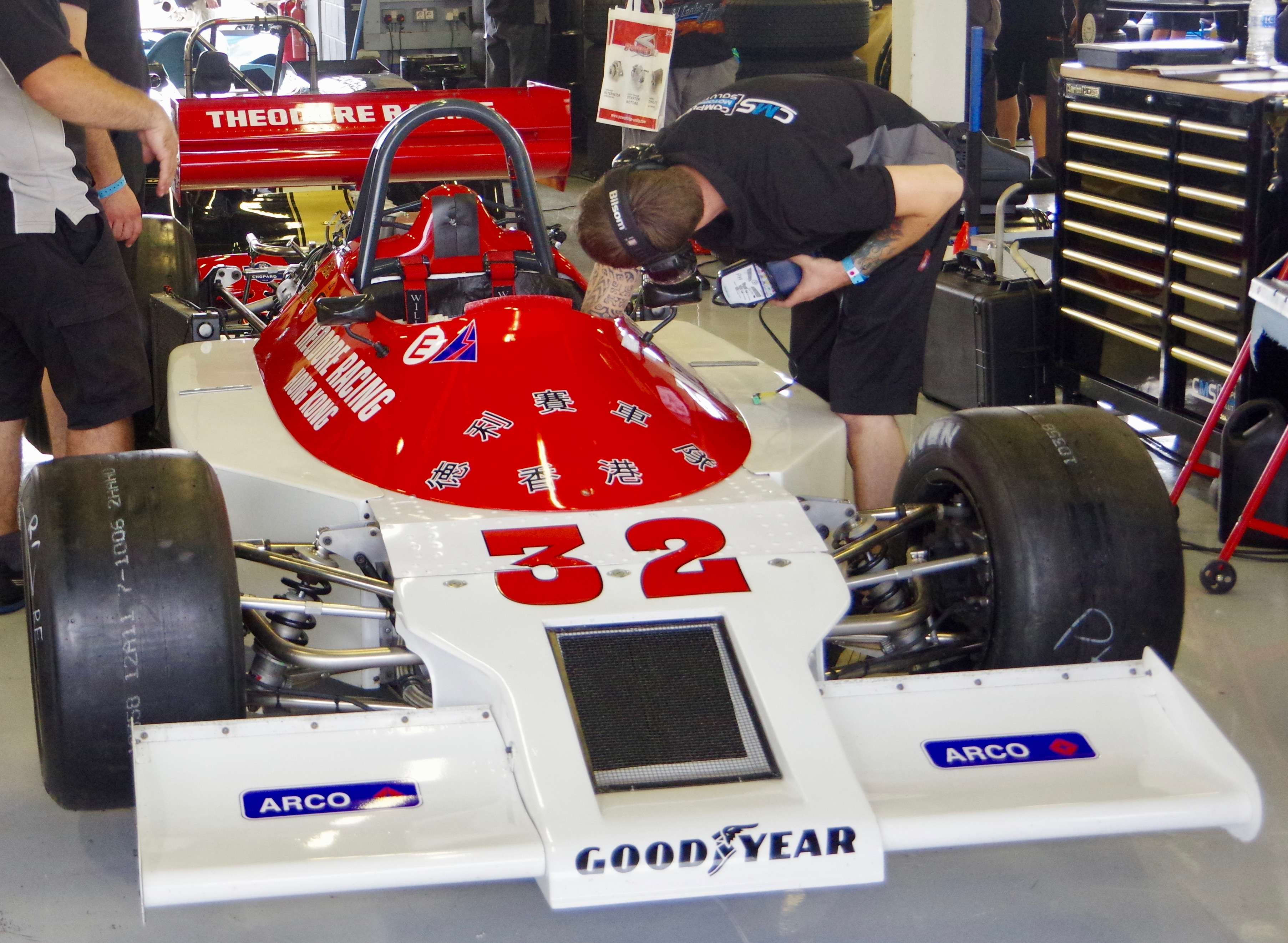
La Theodore TR1 lors de la Silverstone Classic en 2019.

| Saison | Écurie                    | Moteur               | Pneus    | Pilotes       | Courses | Courses | Courses | Courses | Courses | Courses | Courses | Courses | Courses | Courses | Courses | Courses | Courses | Courses | Courses | Courses | Points inscrits | Classement |
| Saison | Écurie                    | Moteur               | Pneus    | Pilotes       | 1       | 2       | 3       | 4       | 5       | 6       | 7       | 8       | 9       | 10      | 11      | 12      | 13      | 14      | 15      | 16      | Points inscrits | Classement |
| ------ | ------------------------- | -------------------- | -------- | ------------- | ------- | ------- | ------- | ------- | ------- | ------- | ------- | ------- | ------- | ------- | ------- | ------- | ------- | ------- | ------- | ------- | --------------- | ---------- |
| 1978   | Theodore Racing Hong Kong | Ford-Cosworth DFV V8 | Goodyear |               | ARG     | BRÉ     | AFS     | USO     | MON     | BEL     | ESP     | SUÈ     | FRA     | GBR     | ALL     | AUT     | P-B     | ITA     | USE     | CAN     | 0               | Non classé |
| 1978   | Theodore Racing Hong Kong | Ford-Cosworth DFV V8 | Goodyear | Eddie Cheever | Nq      | Nq      |         |         |         |         |         |         |         |         |         |         |         |         |         |         | 0               | Non classé |
| 1978   | Theodore Racing Hong Kong | Ford-Cosworth DFV V8 | Goodyear | Keke Rosberg  |         |         | Abd.    | Npq.    | Nq      | Nq      | Npq.    |         |         |         |         |         |         |         |         |         | 0               | Non classé |

Légende : ici 